# وليام باتشيلور
وليام إيستجيت باتشيلور (بالإنجليزية: William Batchelor)‏ (17 يوليو 1840 - 28 نوفمبر 1915) كان سياسي أسترالي.
ولد في لندن . وفي عام 1903 انتخب في مجلس نواب تسمانيا التابع للجمعية كعضو لشمال نسيستون ولقد تمت هزمته في عام 1906. وفي عام 1915 توفي وليام في مدينة لاونسستون في أستراليا.